# Línea Villaverde Bajo-Vallecas Industrial
La línea Villaverde Bajo-Vallecas Industrial es una línea férrea de 7,2 kilómetros de longitud que pertenece a la red ferroviaria española y discurre por el término municipal de Madrid. Se trata de una línea de ancho ibérico (1668 mm), electrificada a 3 KV y de vía doble. Siguiendo la catalogación de Adif, es la «línea 942».

## Historia
A mediados de la década de 1920 la compañía MZA construyó un enlace ferroviario que unía las estaciones de Santa Catalina y Vallecas, el cual entraría en servicio el 30 de julio de 1925. En 1941, con la nacionalización de todos los ferrocarriles de ancho ibérico, la línea pasó a integrarse en la recién creada Red Nacional de los Ferrocarriles Españoles (RENFE). En julio de 1973 entró en servicio una prolongación que iba desde la bifurcación de Rebolledo hasta la estación de Villaverde Bajo. El resto del trazado que iba hasta Santa Catalina se desgajó y se convertiría en una línea con entidad propia.
En enero de 2005, con la división de RENFE en Renfe Operadora y Adif, la línea pasó a depender de esta última.
La línea sirve principalmente para los servicios de mercancías. El trazado acoge con un intenso tráfico ferroviario, con una saturación del 21% según datos de 2018, año en que el tráfico medio fue de unos 55 trenes diarios en cada sentido.